# Jeannette Guyot

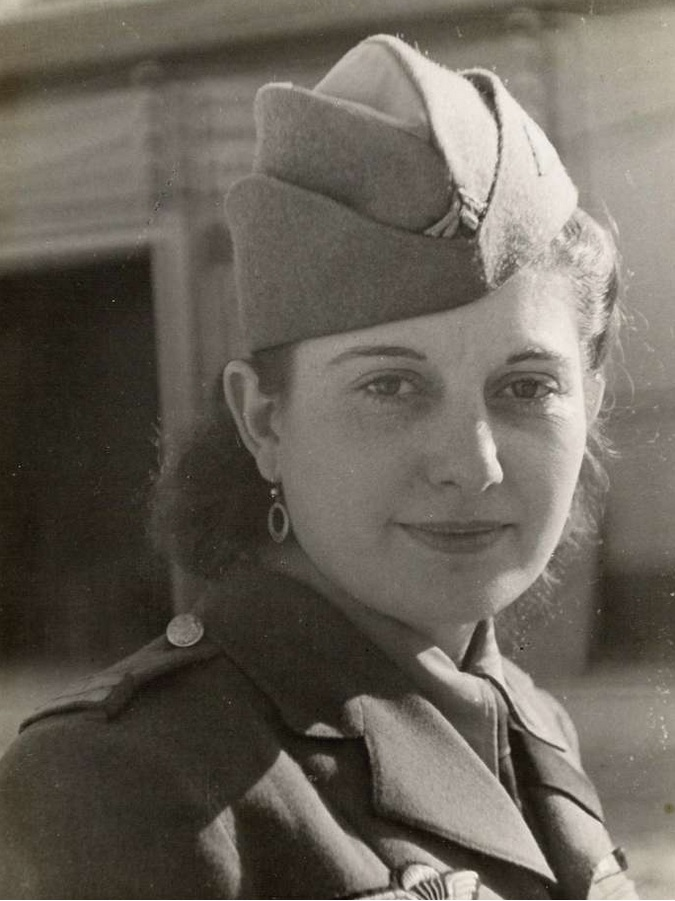
Jeannette Guyot (1943)

Jeannette Guyot (geboren am 26. Februar 1919 in Chalon-sur-Saône; gestorben am 10. April 2016 ebenda) war eine französische Widerstandskämpferin während der deutschen Besetzung Frankreichs im Zweiten Weltkrieg. Sie ist eine der zwei Frauen, die für ihre Leistungen im Zweiten Weltkrieg das vom US-Präsidenten verliehene Distinguished Service Cross erhielten.
Sie kam als Tochter des Holzhändlers Jean-Marie Guyot und der Schneiderin Jeanne Guyot zur Welt. Mit 17 Jahren verließ sie die Schule mit dem Abschluss Brevet élémentaire und begann eine Ausbildung zur Hebamme. Nach der Niederlage Frankreichs wurden ihre Eltern im Juni 1940 Mitglieder der Résistance. Jeannette schloss sich Félix Svagrowskys Netzwerk „Amarante“ an, das zum, von André Dewavrin im britischen Exil gegründeten, Bureau Central de Renseignements et d’Action (BCRA) der Freien Französischen Streitkräfte Charles de Gaulles gehörte. Da sie an der Demarkationslinie wohnte, die die besetzte Nordzone von der der unbesetzten Südzone trennte, erhielt sie von den deutschen Besatzern einen Ausweis, der sie zum Betreten des Grenzgebiets berechtigte. Unter Verwendung dieses Dokuments brachte sie Menschen heimlich an den Grenzfluss Saône, wo jene von Schleppern im Boot auf die unbesetzte Seite gebracht wurden.
Im August 1941 traf sie Gilbert Renault alias Colonel Rémy, der die Leitung der Confrérie Notre-Dame (CND) innehatte. Sie wurde einer seiner Verbindungsoffiziere und brachte fortan Nachrichten und Personen von Paris über Sevrey in die unbesetzte Zone. Im Februar 1942 wurde sie dabei festgenommen und zunächst in Chalon und dann in Autun gefangengehalten. Da ihr die Gestapo nichts nachweisen konnte, wurde sie nach drei Monaten wieder freigelassen. Ihr Ausweis wurde jedoch einbehalten, was sie aber nicht daran hinderte, ihre Tätigkeit wieder aufzunehmen.
Im Juni 1942 wurde die CND von Pierre Cartaud verraten, weshalb Jeannette Guyot in die unbesetzte Zone nach Lyon fliehen musste. Dort stieß sie auf Jacques Robert alias „Denis“, der ebenfalls zur CND gehörte. Robert gründete in Lyon das Netzwerk „Phratrie“, das über das Sammeln und Weiterleiten von Nachrichten hinaus auch Sabotageakte verübte und abgeschossenen britischen Piloten half, nach England zurückzukehren.
Die Wehrmacht marschierte im November 1942 auch in die bislang unbesetzte Zone ein. Guyot und Robert wurden von der Royal Air Force mit einem Flugzeug des Typs Westland Lysander, das bei Luzillé gelandet war, ausgeflogen und nach London gebracht. Dort traf Guyot Colonel Rémy und nahm den Tarnnamen Jeannette Gauthier an. Man übertrug ihr Verwaltungsaufgaben beim BCRA, was ihr aber nicht zusagte. Auf ihre Bitten hin, nach Frankreich zurückkehren zu dürfen, schickte Rémy sie in die Schule Praewood House bei St Albans, wo der britische Secret Intelligence Service (SIS) und das amerikanische Office of Strategic Services (OSS) 120 Freiwillige für den militärischen Nachrichtendienst ausbildeten. Im Rahmen der Operation Sussex sollten diese im Vorfeld der Invasion in der Normandie (Operation Overlord) deutsche Truppenbewegungen in Frankreich aufklären.
Jeannette Gauthier absolvierte im Januar 1944 am Ringway Airport bei Manchester einen kurzen Lehrgang im Fallschirmspringen. Sie wurde zum Lieutenant befördert und im Rahmen der Operation Calanque mit drei männlichen Kollegen am 8. Februar 1944 mit dem Fallschirm südöstlich von Tours bei Clion abgesetzt (Mission Pathfinder). Ihre Aufgabe war, sichere Absprungzonen und Unterkünfte für die 52 folgenden Teams zu finden – angesichts der Aktivitäten der Gestapo und des hochwirksamen deutschen Funkanlagen-Ortungs-Dienstes eine gefährliche Mission. Im Lauf der folgenden Monate konnten dennoch 20 Absprungzonen und an die 100 sichere Häuser für Sussex-Agenten gefunden werden.
In Paris brachte Guyot mit Hilfe eines Cousins den Funker der Operation Sussex im Café de l’Electricité in der Rue Tournefort im Stadtviertel Montmartre, neben einem Büro der Gestapo, unter. Deren Besitzerin Andrée Goubillon war in das Vorhaben eingeweiht und willigte ohne zu Zögern ein. Von Paris aus bewegte sich Guyot durch Nordfrankreich, oft mit Gepäck, dessen Entdeckung im Fall einer Festnahme für sie gefährlich gewesen wäre. Regelmäßig versorgte sie London mit wichtigen Nachrichten. Zehn der Sussex-Agenten bezahlten ihren Einsatz mit ihrem Leben.
Nach der Befreiung von Paris kam sie zum im Oktober 1944 gegründeten französischen Geheimdienst Direction Générale des Etudes et Recherches (DGER). In dieser Zeit erfuhr sie, dass man ihren Vater am 5. Februar 1943, ihre Mutter zehn Tage später verhaftet und beide im Januar 1944 nach Deutschland deportiert hatte. Ihr Vater war im bayerischen Cham verstorben. Die Mutter hatte man im Konzentrationslager Ravensbrück interniert. Sie überlebte, da sie im April 1945 von der Gestapo an das Schweizerische Rote Kreuz verkauft wurde, und kehrte in jenem Monat nach Frankreich zurück.
Im Juni 1945 ließ sich Jeannette Guyot in Sevrey bei Chalon nieder und heiratete den ehemaligen Sussex-Agenten Marcel Gaucher. Sie wurde zum Ritter der Ehrenlegion ernannt und mit dem Croix de guerre ausgezeichnet. Von den Amerikanern erhielt sie das Distinguished Service Cross und von den Briten die George Medal.
Jeannette Guyot hatte vier Kinder. Die britische Zeitung The Daily Telegraph widmete ihr nach ihrem Tod im April 2016 einen ganzseitigen Nachruf.